# Mazlo
Mazlo est une maison de  joaillerie d’origine libanaise, établie à Paris depuis 1977,,.
Les origines de cette maison remontent au XVe siècle, époque à laquelle le fondateur de la dynastie, Georgius Sayegh el-Mazloum quitte le Liban pour s’installer à Venise.
Depuis le début des années 1970, la Maison est basée à Paris et dirigée par Robert Mazloum dit « Mazlo ». Orfèvre et joaillier, il fait revivre les traditions familiales en créant des pièces uniques de joaillerie réalisées sur-mesure.
Parallèlement à la Haute-Joaillerie, il développe une ligne de grains de prière appelés « Masbahas » destinés au Pays du Golfe et distribués par les concept stores Tanagra,.